# Le Diable boiteux (film)
Pour les articles homonymes, voir Le Diable boiteux.
Pour plus de détails, voir Fiche technique et Distribution.
Le Diable boiteux est un film français réalisé par Sacha Guitry, adapté de sa pièce Talleyrand (1948, elle-même adaptée du script original du film refusé par la censure), sorti en 1948.

## Synopsis
Il s'agit de la biographie filmée du prince de Talleyrand, évêque d'Autun, qui servit la France de l'Ancien Régime jusqu'à la Monarchie de Juillet en passant par le Directoire, le Consulat, le Premier Empire et la Restauration.

## Fiche technique
- Titre : Le Diable boiteux
- Réalisation : Sacha Guitry
- Scénario, adaptation et dialogues : Sacha Guitry, d'après sa pièce Talleyrand
- Photographie : Nicolas Toporkoff
- Cadreur : Marcel Franchi
- Décors : René Renoux
- Son : Jean Rieul
- Musique : Louis Beydts
- Montage : Jeannette Berton
- Assistant-réalisateur : François Gir, Jeanne Etiévant
- Directeur de production : Jean Mugeli
- Société de production : Union cinématographique lyonnaise (UCIL)
- Pays d'origine :  France
- Tournage : du 14 février au 3 mars 1948
- Format : noir et blanc - 1,37:1 - mono - 35 mm
- Genre : Biopic et historique
- Durée : 125 minutes
- Date de sortie :
  - France - 29 septembre 1948
- Affiche : Jacques Bonneaud, René Lefèbvre (France)

## Distribution
- Sacha Guitry : Charles-Maurice de Talleyrand-Périgord
- Lana Marconi : Catherine Grand, princesse de Talleyrand-Périgord
- Jeanne Fusier-Gir : Marie-Thérèse Champignon, la conspiratrice
- Pauline Carton : la chiromancienne
- Renée Devillers : la duchesse de Dino
- Catherine Fonteney : la princesse de Chalais
- Maurice Schutz : Voltaire
- Émile Drain : Napoléon Ier et un laquais
- Henry-Laverne : Louis XVIII et un laquais
- Maurice Teynac : Charles X et un laquais
- Philippe Richard : Louis-Philippe Ier et un laquais
- Georges Grey : le général Caulaincourt
- José Noguero : le duc de San Carlos
- Howard Vernon : Lord Palmerston
- Bernard Dhéran : Almaviva (du Barbier de Séville)
- Jean Piat : Figaro (du Barbier de Séville)
- André Brunot : Bartholo (du Barbier de Séville)
- Denis d'Inès : Don Basile (du Barbier de Séville)
- José Torres : Don Juan d'Azcona
- Georges Spanelly : le comte de Montrond
- Robert Dartois : le comte de Rémusat
- Maurice Escande : le prince de Metternich
- Pierre Bertin : le baron de Nesselrode
- Jean Debucourt : le baron de Humboldt
- Roger Gaillard : Lord Castelreagh
- André Randall : Lord Grey
- Jacques Varennes : le général de La Fayette
- Pierre Lecoq : le comte de Roederer
- Robert Seller : le prince de Polignac
- Robert Favart : l'abbé Dupanloup
- Yvonne Hébert : la dame de compagnie
- Sophie Mallet : la servante
- Jane Daury : une Espagnole
- Françoise Engel : Rosine
- Anne Campion : Pauline de Dino
- Léon Walther : le docteur Cruveilhier
- Georges Rivière : le marquis de La Tour de Bournac
- Michel Lemoine : le prince des Asturies (futur Ferdinand VII)
- Michel Nastorg : un laquais
- Jean-Claude Briet : un laquais
- Max Dejean : un policier
- Robert Hossein : un invité en blanc
- Renée Bouzy
- Georges Bréhat
- Daniel Ceccaldi
- Dominique Davray
- Philippe Derevel
- Simone Logeart

## Tournage
- Les acteurs interprétant les rôles des monarques français (Napoléon, Louis XVIII, Charles X et Louis-Philippe) interprètent également des laquais.
- Sacha Guitry évoque indirectement ses deux mois de prison (sans jugement) lors de l'épuration d'après-guerre dans un bon mot que prononce son personnage de Talleyrand vers la fin du film.
- Anachronisme : lors de la réception des infants d'Espagne chez Talleyrand à Valençay (l'action se déroulant alors en 1808, à l'époque de l'entrevue d'Erfurt - Minutage : 49 min 40 s), un danseur de flamenco se produit sur la pièce "Asturias (Leyenda)" de la Suite espagnole d'Albeniz. Or, celle-ci a été publiée en 1901...
- Le film a rassemblé 1 951 717 spectateurs dans les salles[1].

## Autour du film
La pièce dont est tirée le film a été montée la même année dans une distribution plus ou moins analogue (le film comportant néanmoins de nombreux personnages absents de la pièce). Les intentions et la vie de l’auteur expliquent souvent une œuvre, c'est le cas avec la pièce de Guitry Le Diable boiteux. Et, comme le dirait l'auteur, commençons par le début et donc par la préface du livre :

« Talleyrand me trottait par la tête “en boitant” depuis déjà bien des années. Il était dans Histoires de France, on le voyait encore dans Désirée Clary, enfin, dans Béranger, Lucien Guitry l’a fait revivre. Or, il m’est apparu qu’à l’époque où, précisément, un homme de sa prodigieuse et souple intelligence nous a tant fait défaut, il serait opportun d’en présenter quelques croquis, dans la manière de ceux que l’on prend sur le vif. De plus, et dans le même esprit, il m’a semblé qu’il était pour le moins piquant d’évoquer aujourd'hui le souvenir d’un ministre français qui sut se rendre utile “puis devint nécessaire” avant que de passer pour être indispensable aux yeux des quatre souverains qui se sont succédé sur le trône de France, durant les cinquante années de son règne. Car c’étaient les monarques et les régimes aussi qui passaient mais, lui, pas. Enfin, il est toujours plaisant de réhabiliter “de le tenter, du moins” un personnage illustre que son temps a vilipendé.
Oscar Wilde à cet égard ne se trompait guère quand il disait : “les nations, comme les familles n'ont de grands hommes que malgré elles”.
Le cinéma m’offrait de telles possibilités que, du Talleyrand dont je rêvais, je fis un film. Le synopsis - ou résumé - fut présenté à la censure. La censure ne nous en a pas accordé le visa. Les raisons qui m’en furent données étaient d’une cocasserie presque inimaginable. Des répliques m’étaient indiquées au crayon bleu comme étant de nature à provoquer des manifestations ! La IVe République ne pouvait cependant pas se sentir menacée par des réparties qui sont de Talleyrand lui-même ou de l’Empereur Napoléon, qui sont de Louis XVIII ou du duc d’Orléans ! Elles se trouvent dans cet ouvrage - en très grand nombre - et c’est malicieusement que j’ai négligé de les mettre entre guillemets. Que l’on s’amuse à les trouver. Devant ce refus de la censure, j’ai tout de suite “tiré” de mon film une pièce de théâtre “contrairement à l’habitude” et que l’on m’excuse d’en parler, si j’en parle “les manifestations qui se sont produites chaque soir n’avaient aucun sens politique” et elles me sont allées au cœur. (Je ne tiens pas pour négligeable le coup de sifflet qui m’accueillit à mon entrée en scène le soir de la Répétition Générale. Bien au contraire. Ce seul coup de sifflet prouve excellemment, en effet, qu’il n’y a pas eu deux coups de sifflet). Le visa de la censure me fut alors accordé, sans aucune bonne grâce, d’ailleurs. Et quant aux erreurs de lieux ou de dates que j'ai pu faire, qu'on ne prenne pas la peine de me les signaler : “elles sont voulues”. »

Toute biographie commence par la naissance du personnage et cela n’échappe pas au film-biographique de Guitry, Le Diable boiteux, où l’on entend en voix off :
« Le 2 février 1754, naquit à Paris, au 4, rue Garancière, le plus grand diplomate qui ait sans doute existé : Charles-Maurice de Talleyrand-Périgord ». À cette voix de l’auteur s’ajoute la vision du 4, rue Garancière en 1948. Le message de Guitry est clair : « Vous, Parisiens, vous passez devant tous les jours et vous avez oublié... L’histoire fait partie de votre quotidien... »